# Petit Renard
Vulpecula
Pour les articles homonymes, voir Petit-Renard.
Le Petit Renard est une constellation de l’hémisphère nord située au milieu du Triangle d’été, un astérisme constitué des étoiles Deneb (dans la constellation du Cygne), Véga (dans la constellation de la Lyre) et Altaïr (dans la constellation de l'Aigle). Cette constellation ne possède pas d’étoiles plus brillantes que la 4e magnitude.

## Histoire
La constellation du Petit Renard fut créée à la fin du XVIIe siècle par l’astronome polonais Johannes Hevelius sous le nom de « Vulpecula cum Anser », « le Petit Renard et l’Oie ». L’Oie, qui était représentée dans la gueule du renard, n’est plus présente officiellement, mais a donné son nom à l’étoile α, « Anser ».

## Observation des étoiles

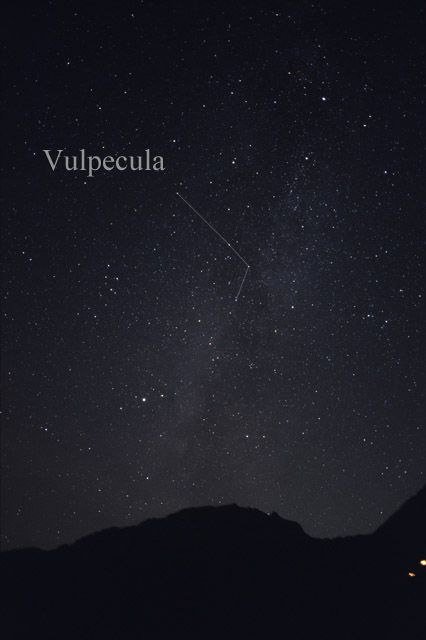
Constellation du Petit Renard.

Voir au triangle d'été, à la Flèche et au Cygne.

## Étoiles principales

### Anser (αVulpeculae)
L’étoile la plus brillante de la constellation est Anser (α Vulpeculae), une géante rouge de magnitude 4,44, de type spectral M0III et située à 297 années-lumière.
Anser est une binaire optique pouvant être séparée avec des jumelles.
8 Vulpeculae (magnitude apparente 5,82) est située à 0,12° d’Anser. Les deux étoiles sont distantes l’une de l’autre de 200 années lumière et leur alignement apparent n’est qu’une illusion d’optique.

### Autres étoiles
En 1967, le premier pulsar, PSR B1919+21, fut découvert dans cette petite constellation par Antony Hewish et Jocelyn Bell alors qu’ils utilisaient un radiotélescope pour étudier la scintillation des quasars. Ils trouvèrent un signal très régulier, constitué de courtes impulsions de rayonnement se répétant après quelques secondes. L’origine terrestre du signal était exclue car le temps qu’il prenait pour réapparaître était un jour sidéral et pas un jour solaire. Cette anomalie fut finalement identifiée au signal émis par une étoile à neutrons en rotation rapide.

## Objets célestes

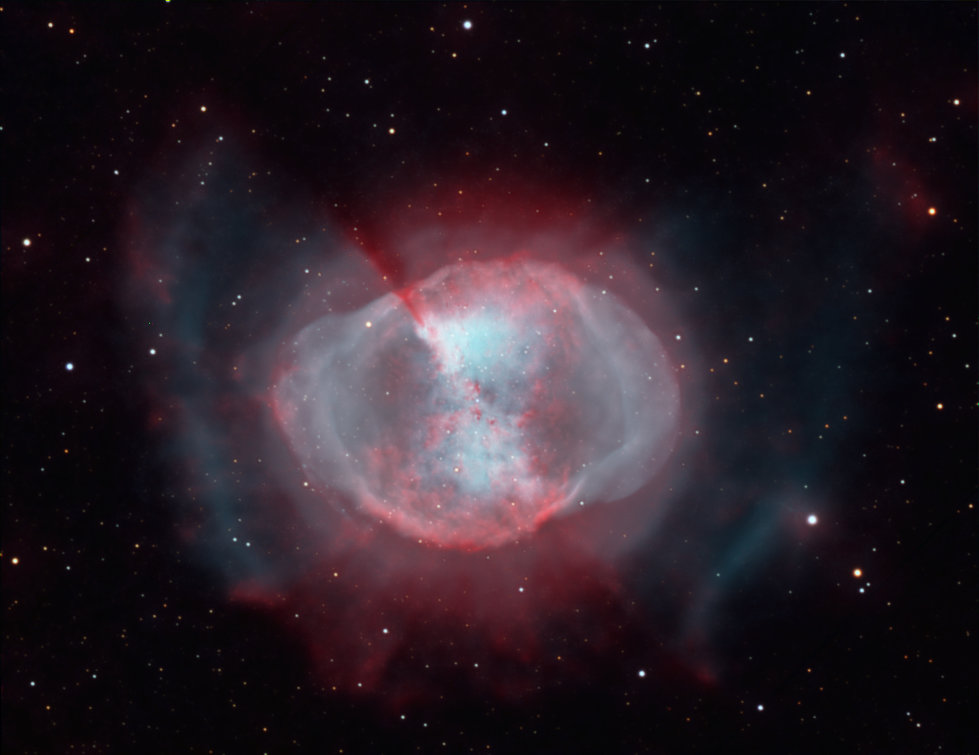
La nébuleuse de l'Haltère (M27).

Partiellement traversée par la Voie lactée, la constellation du Petit Renard abrite quelques objets célestes notables, et plus particulièrement le seul objet du catalogue Messier qu'elle renferme : M27. 
Surnommée la nébuleuse de l'Haltère, M27 est une nébuleuse planétaire située à environ 1250 années-lumière de nous. Sa magnitude apparente de 7,4 la rend distinguable dans une paire de jumelles, dans de bonnes conditions d'observations. Dans un petit télescope (150 mm), elle apparaît comme une tâche brumeuse en forme de trognon de pomme (ou encore de Diabolo).
Un autre objet remarquable de la constellation est l'amas du Cintre (dit aussi de Brocchi). Il s'agit en fait d'un astérisme, les étoiles le constituant n'ayant aucun lien apparent entre-elles. Il peut être observé à l'œil nu, facilement repérable grâce à l’arrangement particulier des étoiles qui le composent.
La constellation abrite aussi quelques amas ouverts. On peut notamment citer NGC 6802, NGC 6885 et NGC 6940, observables avec des jumelles.
Notons que l'exoplanète HD 189733 b a été découverte dans cette constellation le 15 septembre 2005 par des chercheurs de l'Université de Genève. Elle se situe à environ 65 années-lumière de la Terre.